# Actias caeca
Actias caeca är en fjärilsart som beskrevs av Otto Staudinger 1892. Actias caeca ingår i släktet månspinnare, och familjen påfågelspinnare. Inga underarter finns listade i Catalogue of Life.